# Provincia Herat
Provincia Herat (în paștună: هرات) este una dintre provinciile Afganistanului. Este localizată în partea vestică, la frontiera cu statele Turkmenistan și Iran.